# Dal tramonto all'alba 2 - Texas, sangue e denaro
Dal tramonto all'alba 2 - Texas, sangue e denaro (From Dusk till Dawn 2: Texas Blood Money) è un film horror/splatter del 1999, diretto da Scott Spiegel (già noto per avere scritto La casa 2 insieme a Sam Raimi) e interpretato da Robert Patrick e Bo Hopkins. Sequel del fortunato Dal tramonto all'alba (scritto e interpretato da Quentin Tarantino e diretto da Robert Rodriguez), il film, ambientato qualche tempo dopo l’originale, si basa su un soggetto dello stesso Spiegel e di Boaz Yakin e sulla sceneggiatura scritta sempre dal regista e dall’attore Duane Whitaker, che interpreta anche la parte di Luther. Prodotto da Gianni Nunnari, Meir Teper e Michael S. Murphey per Dimension Films, con Tarantino e Rodriguez ancora coinvolti come produttori esecutivi, e destinato principalmente al mercato dell’home video.

## Trama
Cinque criminali decidono di fare una rapina in una banca Messicana. Due dei cinque vengono vampirizzati durante il viaggio tra Stati Uniti e Messico ma sotto mentite spoglie umane si riuniscono agli altri tre della banda per effettuare comunque il colpo. Nottetempo, entrati nella banca, i due vampiri vampirizzano il resto del gruppo, tranne uno (Buck). Nello stesso tempo combattono con la polizia radunatasi fuori dall’edificio e Buck entra in aiuto di quest'ultima...

## Produzione
Il film venne girato in Sudafrica con un budget di soli 5.000.000 di dollari.
Le riprese cominciarono il 19 gennaio 1998, subito dopo quelle del terzo capitolo, Dal tramonto all'alba 3 - La figlia del boia, diretto da P.J. Pesce, che comunque è stato distribuito dopo questo film come prequel del franchise.
Il co-sceneggiatore Duane Whitaker interpreta la parte di Luther.
Danny Trejo, che in Dal tramonto all'alba interpretava Razor Charlie, in questo sequel ha il ruolo del fratello, Razor Eddie. Nel terzo capitolo, Dal tramonto all'alba 3 - La figlia del boia, che farà da prequel a tutta la saga, Trejo tornerà a interpretare il personaggio del primo film.
James Parks, ha il ruolo del vice sceriffo Edgar McGrow. Nella storia, è il figlio dello sceriffo Earl McGrow, che nel primo film era interpretato da suo padre Michael Parks. Nel tempo, padre e figlio, torneranno a interpretare i due McGrow in altre produzioni di Tarantino e Rodriguez come Kill Bill: Volume 1, Grindhouse - A prova di morte, Grindhouse - Planet Terror e Machete.
All’inizio del film, in due ruoli cameo, appaiono Bruce Campbell e Tiffani-Amber Thiessen.
In alcune scene Robert Patrick indossa una camicia con il simbolo dei Filter, rock band di cui suo fratello Richard è voce e leader.
Scott Spiegel appare brevemente come regista di film porno.

## Distribuzione
Negli Stati Uniti, il film uscì direttamente in videocassetta il 16 marzo 1999 distribuito da Buena Vista Home Entertainment, ed ebbe un discreto successo, tanto che poco tempo dopo vinse il Saturn Award come "miglior film realizzato per l’home video" all'Academy of Science Fiction, Fantasy & Horror Films. Anche nel resto del mondo il film funzionò in questo formato ma in alcuni paesi Europei e Asiatici come Spagna, Paesi Bassi, Giappone, Filippine e Italia venne prima distribuito nelle sale cinematografiche. In Spagna arrivò addirittura a incassare 1.166.225 Euro, nonostante la programmazione limitata a pochi cinema mentre in Italia, sul grande schermo andò male, uscendo il 4 agosto 2000 praticamente senza lancio pubblicitario.

## Saga
Il film appartiene al franchise di Dal tramonto all'alba composto da:
- Dal tramonto all'alba (1996)
- Dal tramonto all'alba 2 - Texas, sangue e denaro (1999)
- Dal tramonto all'alba 3 - La figlia del boia (2000)
- Dal tramonto all'alba - La serie (2014-16)